# Вельсапар, Ак
Ак Вельсапар (Акмухамед Вельсапаров; туркм. Ak Welsapar; род. 19 сентября 1956, Туркменская ССР) — туркмено-шведский журналист и писатель. Является автором более 20 книг, написанных на туркменском и шведском языках.

## Биография
Родился в 1956 году. В 1979 году получил степень магистра журналистики Московского государственного университета им. М. В. Ломоносова. В 1987 году стал членом Ассоциации советских писателей и в 1989 году получил степень магистра в литературной теории от Литературного института им. Максима Горького.
Писатель покинул Туркменистан в 1993 году и эмигрировал с 1994 года в Швеции, где стал членом Шведской ассоциации писателей и в том же году был награждён грантовой премией Human Rights Watch за независимую работу. Проживает там и по сей день.
Лауреат Международной литературной премии имени Николая Гоголя (2014).
Почётный член Международного ПЕН-клуба с 1993 года.
Пишет на туркменском, русском и шведском языках.